# Заволокин, Дмитрий Макарович
Дмитрий Макарович Заволокин — советский хозяйственный, государственный и политический деятель, Герой Социалистического Труда.

## Биография
Родился в 1924 году в селе Знаменка. Член КПСС с года.
Участник Великой Отечественной войны. С 1947 года — на хозяйственной, общественной и политической работе. В 1947—1987 гг. — помощник машиниста, прессовщик, машинист пресса колесопрокатного цеха Днепропетровского трубопрокатного завода имени К. Либкнехта Днепропетровского совнархоза, слесарь по ремонту металлургического оборудования Днепропетровского трубопрокатного завода.
Указом Президиума Верховного Совета СССР от 19 июля 1958 года присвоено звание Героя Социалистического Труда с вручением ордена Ленина и золотой медали «Серп и Молот».
Умер в Днепропетровске в 1987 году.